# Bernd Kannenberg
Bernd Gerhard Kannenberg (Königsberg, 20 de agosto de 1942-Münster, 13 de enero de 2021) fue un marchista alemán.

## Carrera deportiva
En los Juegos Olímpicos de Múnich 1972, se alzó con la medalla de oro en la distancia de 20 km marcha. Participó también en la distancia de 20 km pero no pudo terminar la prueba. En esta misma distancia de 20 km lo volvió a intentar en los siguientes Juegos Olímpicos, los de Montreal 1976 pero, de nuevo, no pudo terminarla.
En la Copa del Mundo de Marcha Atlética de 1975, celebrada en la ciudad francesa de Grand-Quevilly, quedó en segunda posición a tan solo 8 segundos del alemán oriental Karl-Heinz Stadtmüller.